# 보안 및 유지 관리
보안 및 유지 관리(Security and Maintenance, 이전 이름: 윈도우 관리 센터/Windows Action Center 또는 윈도우 보안 센터/Windows Security Center)는 윈도우 NT 계열 운영 체제의 감시 구성 요소이다. 컴퓨터의 보안과 유지 상태를 감시한다. 감시 기준에는 개인 방화벽, 바이러스 검사 소프트웨어, 스파이웨어 차단 소프트웨어와 더불어 네트워크 접속 보호, 윈도우 업데이트, 사용자 계정 컨트롤, 윈도우 오류 보고, 백업 및 복원의 작업 상태를 아우른다.

## 개요
윈도우 관리 센터는 다음과 같이 WMI에서 제공하는 세 가지 주요 구성 요소로 이루어져 있다.
- 제어판: 보안 설정을 여러 분류로 감시하며, 그 중 머릿말이 밝은 파랑 배경색 (비스타에서는 초록색), 녹색, 아니면 빨간색으로 보여 준다. 파란색이나 초록색 배경색은 어느 정도 안전하다는 것을 말해 준다. 노란색은 어느 정도 설정이 감시되지 않고 있다는 것을 말해 준다. 빨간색은 사용자의 컴퓨터에 문제가 노출되어 있다는 것을 말해 준다.
- 윈도우 서비스: 윈도우 관리 센터 설정의 현재 상태를 결정짓는 것이 윈도우 서비스이다. 이 서비스는 이름이 Security Center라고 되어 있으며[1] 컴퓨터가 시작하자마자 자동으로 실행되며 변경 사항에 대해 시스템을 연속적으로 감시할 책임을 진다. 또한 사용자에게 팝업 통보 풍선창을 보여 주며 문제 여부를 알려 준다. 이러한 설정은 WMI 제공자를 통해 시스템에 적용할 수 있다.
- API: 바이러스 검사 프로그램, 악성 코드 제거 프로그램, 방화벽 소프트웨어를 제조하는 업체들은 WMI 제공자를 통해 윈도우 관리 센터에 등록된다. 윈도우 비스타에서 어떠한 윈도우 API 콜은 응용 프로그램이 윈도우 관리 센터의 안전한 상태, 안전 상태가 변경될 때 통보되는 정보를 수신하기 위해 추가되었다. 마이크로소프트는 이러한 새로운 콜이 특정 활동을 시작하기 전에 시스템이 안전 상태에 있는지 확인하기를 원하는 응용 프로그램에 사용될 수 있을 것이라고 언급하였다. 한 예로 컴퓨터 게임은 멀티플레이어 온라인 게임을 접속하기 전에 방화벽이 실행되고 있는지 확인할 수 있다.

## 버전 역사
마이크로소프트 윈도우 XP 서비스팩 2와 윈도우 비스타, 윈도우 7, 윈도우 8, 윈도우 10 운영 체제에 포함된 구성 요소이며, 사용자에게 컴퓨터 보안 설정과 서비스의 상태를 확인하는 기능을 제공한다. 윈도우 관리 센터는 또한 연속적으로 이러한 보안 설정을 감시하고 사용자에게 팝업 통보 풍선창을 통해 문제 여부를 알려 준다.

## 같이 보기
- 윈도우 구성 요소 목록
- 마이크로소프트 디펜더 바이러스 백신
- 마이크로소프트 시큐리티 에센셜

## 참조
1. ↑  서비스의 실제 이름은 "wscsvc"이다.